# Pseudomussaenda
Pseudomussaenda là một chi thực vật có hoa trong họ Thiến thảo (Rubiaceae).

## Loài
Chi Pseudomussaenda gồm các loài: